# فانوس قرمز را برافراز
فانوس قرمز را برافراز (به انگلیسی: Raise the Red Lantern) فیلمی ۱۲۵ دقیقه‌ای به کارگردانی ژانگ ییمو با بازی گونگ لی است.